# وست ولی سیتی (یوتا)
وست ولی سیتی (به انگلیسی: West Valley City) شهری در ایالت یوتا کشور ایالات متحده آمریکا است که جمعیت آن در سرشماری سال ۲۰۱۰ میلادی، ۱۲۹٬۴۸۰ نفر بوده‌است.